# Muisca
Muisca este un grup indigen din platoul Altiplano Cundiboyacense din Columbia, care forma Confederația Muisca înainte de cucerirea spaniolă. Ei vorbesc limba mysccubun (cunoscută și ca muysca sau mosca), o versiune a limbii chibchan. Fiind una dintre cele 4 civilizații avansate ale Americilor (celelalte 3 fiind mayașii, aztecii și incașii), s-au întâlnit cu conchistadorii în 1537, în același timp cu cucerirea lor.